# Sân bay Colorado Springs
Sân bay Colorado Springs (mã sân bay IATA: COS, mã sân bay ICAO: KCOS, mã sân bay FAA LID: COS) còn được gọi là sân bay đô thị Colorado Springs, là một sân bay công cộng hỗn hợp dân dụng-quân sự nằm sáu dặm (10 km) về phía đông nam khu kinh doanh trung tâm của Colorado Springs, một thành phố ở quận El Paso, tiểu bang Colorado, Hoa Kỳ. Đây là sân bay bận rộn nhất trong tiểu bang Colorado. Sân bay này là đồng vị trí với căn cư không quân Peterson, nằm dọc theo phía bắc của đường băng 12/30.

## Lịch sử
Sân bay này được thành lập vào năm 1927, cùng năm Charles Lindbergh thực hiện chuyến bay xuyên Đại Tây Dương của mình. Ban đầu sân bay bao phủ một diện tích 640 mẫu Anh (2,6 km ²) và có hai đường băng mặt sỏi. Vào cuối những năm 1930, lượng hành khách đầu tiên đã đến sân bay từ các chuyến bay từ El Paso, Texas, thông qua Pueblo, Colorado Springs, và Denver, sau đó trở lại một lần nữa. Địa điểm ban đầu là vị trí ngày nay của các nhà máy điện phía Bắc, phía đông của Nevada Avenue và phía nam của đường Winters. Nhà ga đầu tiên được xây dựng vào năm 1940 trong một phong cách trang trí nghệ thuật.